# Bouvardia ferruginea
Bouvardia ferruginea är en måreväxtart som beskrevs av Attila L. Borhidi. Bouvardia ferruginea ingår i släktet Bouvardia och familjen måreväxter. Inga underarter finns listade i Catalogue of Life.